# مایکل تارن
مایکل تارن (انگلیسی: Michael Tarn؛ زادهٔ ۱۷ دسامبر ۱۹۵۱) بازیگر بریتانیایی است که در فیلم پرتقال کوکی (۱۹۷۱) ساخته استنلی کوبریک در نقش پیت، یکی از چهار رفیق (در سیاق ندست: droogs)، بازی کرد. پیت در این فیلم پس از نیمه نخست آن دوباره دیده نمی‌شود. تارن در واقع در میان بازیگران این چهار رفیق، تنها کسی بود که در حین فیلمبرداری پرتقال کوکی نوجوان بود و زیر بیست سال سن داشت.